# Presidente de Francia
El presidente de la República Francesa  (en francés, Président de la République française), más conocido como presidente de Francia, es el jefe de Estado de Francia, gran maestre de la Legión de Honor y copríncipe de Andorra. Según el sistema semipresidencial francés, 'republicano-presidencialista' para Maurice Duverger, por contraposición al sistema americano 'republicano-demócrata', ejerce las más altas funciones del poder ejecutivo de la República.  Reside en el palacio del Elíseo.
Cuatro de las cinco repúblicas de Francia han tenido presidentes como jefes de Estado, y han hecho de la Presidencia de Francia la más antigua de Europa activa en la actualidad. En la Constitución de cada una de las cinco repúblicas los poderes presidenciales han ido variando. El actual Presidente de Francia es, desde el 14 de mayo de 2017, Emmanuel Macron.
El presidente es elegido mediante el sufragio directo con posibilidad de una segunda vuelta electoral, cuando no obtiene mayoría absoluta en la primera vuelta, para un mandato de cinco años. Desde la reforma de la Constitución de 2008, el mandatario solo tiene la posibilidad de una reelección inmediata, pero pudiendo repetir nuevamente el mandato después de transcurrido un período. En caso de muerte, destitución, dimisión o renuncia de un presidente, el presidente del Senado de Francia asume la presidencia interina.
El canónigo de honor de la Archibasílica de San Juan de Letrán es el presidente de la República Francesa, según una tradición que se remonta al siglo XVII, cuando el jefe del Estado era un rey. El presidente Emmanuel Macron tomó posesión del cargo en una ceremonia el martes 26 de junio de 2018, a las 14:30 horas.

## Poderes presidenciales
A diferencia de algunos de los presidentes europeos que son jefes de Estado y sus atribuciones legales son bastante limitadas, el presidente de la República Francesa, un sistema 'Republicano-Presidencialista', contrapuesto a los 'Republicano-Demócratas' (p. ej. EE. UU.), según la clasificación de Maurice Duverger, tiene bastantes poderes, especialmente en asuntos exteriores. Aunque el primer ministro y el Parlamento ostentan la mayor parte de los poderes ejecutivo y legislativo, el presidente francés tiene una gran influencia en los asuntos de Estado. Quizás la competencia más importante que ejerce el presidente es la de escoger primer ministro. Aun así, considerando que la Asamblea Nacional Francesa tiene el poder de hacer dimitir al gobierno, el presidente se ve forzado a elegir un primer ministro que pueda conseguir el apoyo de la mayoría de la Asamblea. Cuando la mayoría de la Asamblea es de un partido político diferente al del presidente, se produce una situación denominada «cohabitación». Ello hace menguar los poderes presidenciales, y aumenta los del primer ministro y los de la Asamblea Nacional. Aun así, la convención constitucional indica que es el presidente quien dirige los asuntos exteriores, aunque la mayor parte del trabajo recae en el ministro de Asuntos Exteriores. Cuando la mayoría de la Asamblea es de su mismo partido, el presidente puede interpretar un papel más activo y dirigir también la política interior. El primer ministro queda entonces en un papel secundario y subordinado y puede ser destituido si su administración se torna impopular. Entre los poderes de que goza el presidente están los siguientes:
- Garantiza el buen funcionamiento de las instituciones republicanas y la continuidad del Estado.
- Preside el Consejo Superior de la Magistratura.
- Nombra al primer ministro y, a propuesta de este, a los miembros del Gobierno.
- Tiene el poder de disolver la Asamblea Nacional. No lo puede hacer más de una vez al año.
- Promulga las leyes en un plazo de quince días después de su aprobación por el Parlamento. Durante el primer período de cohabitación (1986-1988), el presidente Mitterrand interpretó esta función que le otorgaba la Constitución, diciendo que si tenía el poder de promulgar las leyes, también lo tenía para no promulgarlas, y así lo hizo varias veces.
- Tiene una pequeña y limitada forma de veto suspensivo: puede pedirle al Consejo Constitucional un dictamen sobre una ley concreta antes de su promulgación. Puede pedirle al Parlamento - quien no se lo puede negar - que vuelva a examinar una ley, en un plazo de quince días después de la aprobación de la ley por las cámaras parlamentarias.
- Preside el Consejo de Ministros, cada miércoles en el Palacio del Elíseo. También preside cierto número de consejos estratégicos: Consejo de Defensa, Consejo de Seguridad Interior,... Firma los decretos adoptados en el Consejo de Ministros.
- Es jefe supremo del Ejército, y dispone del «fuego nuclear».
- Puede convocar referéndums para la aprobación de leyes, en determinados asuntos
- Nombra a los altos funcionarios civiles y militares del Estado (prefectos, embajadores, rectores de Academia, canciller de la Legión de Honor, oficiales generales del Ejército, consejeros de Estado, catedráticos, inspectores de Finanzas, consejeros del Tribunal de Cuentas,...), después de ser aprobada la nominación en el Consejo de Ministros
- Nombra tres de los nueve miembros del Consejo Constitucional. Nombra al presidente de dicha institución. Todos los antiguos presidentes de la República Francesa son miembros de derecho del Consejo Constitucional.
- Recibe a los embajadores extranjeros.
- Puede otorgar indultos (aunque no amnistía) para criminales convictos, y antiguamente podía conmutar penas de muerte por cadena perpetua. Hay una tradición de ofrecer indultos para pequeños delitos tras una elección presidencial. Últimamente ha sido muy criticada esta costumbre, particularmente porque se cree que incita a la gente a cometer infracciones de tráfico los meses antes de las elecciones, pero también es cierto que reduce el hacinamiento en las prisiones. Se concedieron indultos en 2002.
- En caso de que la Nación se encuentre ante una amenaza grave (integridad del territorio, independencia nacional,...), que interrumpa el buen funcionamiento de las instituciones de la República, el presidente puede ejercer los «poderes excepcionales», después de haber consultado oficialmente al primer ministro, y a los presidentes de las cámaras parlamentarias y del Consejo Constitucional. Tiene que informar al pueblo por mensaje, y no puede impedir la reunión del Parlamento.
- Conjuntamente con el obispo de la Diócesis de Urgel, en España, es reconocido por la Constitución andorrana como jefe de Estado de Andorra.
- Es protector de la Academia Francesa.

## Elección
Desde el referéndum de 2000, el presidente de Francia es elegido desde 2002 mediante sufragio universal directo en doble vuelta para un mandato de cinco años (hasta entonces era de siete años).
El presidente Chirac fue elegido en 1995 y nuevamente en 2002. Su mandato expiró en 2007, y no se presentó a la reelección, dejando el cargo a los 74 años y tras una intensa vida política. En las elecciones presidenciales de 2007, Nicolas Sarkozy obtiene la Presidencia en el balotaje con un 52,7 % frente a la socialista Ségolène Royal. El socialista François Mitterrand es el único presidente que cumplió dos mandatos completos de siete años.
El sistema de elección consiste en el voto directo de los candidatos a la presidencia. Si ninguno de los candidatos obtiene una mayoría absoluta de votos, se convoca una segunda vuelta con los dos candidatos más votados.

## Presidentes
Lista oficial facilitada desde la página de la Presidencia de la República Francesa.
| # | Nombre          | Nombre | Nombre                                        | Inicio                   | Fin                      | Partido                                         | Elecciones                          |
| --- | --------------- | ------ | --------------------------------------------- | ------------------------ | ------------------------ | ----------------------------------------------- | ----------------------------------- |
| II República |                 |        |                                               |                          |                          |                                                 |                                     |
| 1.º |                 |        | Louis-Napoléon Bonaparte (1808-1873)          | 20 de diciembre de 1848  | 2 de diciembre de 1852   | Bonapartista                                    | 1848                                |
| Se proclamó a sí mismo emperador (1852-1870). Durante la Guerra franco-prusiana se declara la República con un Gobierno de Defensa Nacional (1870-71) y luego Adolphe Thiers como jefe del Poder Ejecutivo (1871). |                 |        |                                               |                          |                          |                                                 |                                     |
| III República |                 |        |                                               |                          |                          |                                                 |                                     |
| 2.º |                 |        | Adolphe Thiers (1797-1877)                    | 31 de agosto de 1871     | 24 de mayo de 1873       | Orleanista                                      | -                                   |
| 3.º |                 |        | Patrice de Mac Mahon (1808-1893)              | 24 de mayo de 1873       | 30 de enero de 1879      | Legitimista                                     | 1873 1.ª ronda                      |
| 4.º |                 |        | Jules Grévy (1807-1891)                       | 30 de enero de 1879      | 2 de diciembre de 1887   | Republicano Moderado                            | 1879 1.ª ronda                      |
| 4.º | 1885 1.ª ronda  |        | Jules Grévy (1807-1891)                       | 30 de enero de 1879      | 2 de diciembre de 1887   | Republicano Moderado                            |                                     |
| 5.º |                 |        | Marie François Sadi Carnot (1837-1894)        | 3 de diciembre de 1887   | 25 de junio de 1894      | Republicano Moderado                            | 1887 2.ª ronda                      |
| 6.º |                 |        | Jean Casimir-Perier (1847-1907)               | 27 de junio de 1894      | 16 de enero de 1895      | Republicano Moderado                            | 1894 1.ª ronda                      |
| 7.º |                 |        | Félix Faure (1841-1899)                       | 16 de enero de 1895      | 16 de febrero de 1899    | Republicano Moderado                            | 1895 2.ª ronda                      |
| 8.º |                 |        | Émile Loubet (1838-1929)                      | 18 de febrero de 1899    | 18 de febrero de 1906    | Republicano Moderado (1899-1901)                | 1899 1.ª ronda                      |
| 8.º | ARD (1901-1906) |        | Émile Loubet (1838-1929)                      | 18 de febrero de 1899    | 18 de febrero de 1906    |                                                 | 1899 1.ª ronda                      |
| 9.º |                 |        | Armand Fallières (1841-1931)                  | 18 de febrero de 1906    | 18 de febrero de 1913    | ARD                                             | 1906 1.ª ronda                      |
| 10.º |                 |        | Raymond Poincaré (1860-1934)                  | 18 de febrero de 1913    | 18 de febrero de 1920    | ARD                                             | 1913 2.ª ronda                      |
| 11.º |                 |        | Paul Deschanel (1855-1922)                    | 18 de febrero de 1920    | 21 de septiembre de 1920 | ARD                                             | ene. 1920 1.ª ronda                 |
| 12.º |                 |        | Alexandre Millerand (1859-1943)               | 23 de septiembre de 1920 | 11 de junio de 1924      | Independiente                                   | sept. 1920 1.ª ronda                |
| 13.º |                 |        | Gaston Doumergue (1863-1937)                  | 13 de junio de 1924      | 13 de junio de 1931      | PRRRS                                           | 1924 1.ª ronda                      |
| 14.º |                 |        | Paul Doumer (1857-1932)                       | 13 de junio de 1931      | 7 de mayo de 1932        | Independiente                                   | 1931 2.ª ronda                      |
| 15.º |                 |        | Albert Lebrun (1871-1950)                     | 10 de mayo de 1932       | 11 de julio de 1940      | ARD                                             | 1932 1.ª ronda                      |
| 15.º | 1939 1.ª ronda  |        | Albert Lebrun (1871-1950)                     | 10 de mayo de 1932       | 11 de julio de 1940      | ARD                                             |                                     |
| Con la ocupación alemana de Francia se pone fin a la Tercera República (Ley del 10 de julio de 1940). La zona no ocupada y aliada de Alemania queda en manos de Philippe Pétain como Jefe del Estado francés, mientras que Charles de Gaulle fue reconocido por los aliados como Líder de la Francia Libre. Tras la liberación de Francia, Charles de Gaulle queda como presidente del Gobierno provisional de la República Francesa (1944-1946). |                 |        |                                               |                          |                          |                                                 |                                     |
| IV República |                 |        |                                               |                          |                          |                                                 |                                     |
| 16.º |                 |        | Vincent Auriol (1884-1966)                    | 16 de enero de 1947      | 16 de enero de 1954      | SFIO                                            | 1947 1.ª ronda                      |
| 17.º |                 |        | René Coty (1882-1962)                         | 16 de enero de 1954      | 8 de enero de 1959       | CNIP                                            | 1953 13.ª ronda                     |
| V República |                 |        |                                               |                          |                          |                                                 |                                     |
| 18.º |                 |        | Charles de Gaulle (1890-1970)                 | 8 de enero de 1959       | 28 de abril de 1969      | UNR-UDT (1959-1967) UDR (1967-1969)             | 1958 1.ª ronda                      |
| 18.º | 1965            |        | Charles de Gaulle (1890-1970)                 | 8 de enero de 1959       | 28 de abril de 1969      | UNR-UDT (1959-1967) UDR (1967-1969)             |                                     |
| - |                 |        | Alain Poher (1909-1996) Presidente del Senado | 28 de abril de 1969      | 19 de junio de 1969      | CD                                              | Presidente interino de la República |
| 19.º |                 |        | Georges Pompidou (1911-1974)                  | 20 de junio de 1969      | 2 de abril de 1974       | UDR                                             | 1969                                |
| - |                 |        | Alain Poher (1909-1996) Presidente del Senado | 2 de abril de 1974       | 27 de mayo de 1974       | CD                                              | Presidente interino de la República |
| 20.º |                 |        | Valéry Giscard d'Estaing (1926-2020)          | 27 de mayo de 1974       | 21 de mayo de 1981       | FNRI (1974-1977) PR (1977-1978) UDF (1977-1981) | 1974                                |
| 21.º |                 |        | François Mitterrand (1916-1996)               | 21 de mayo de 1981       | 17 de mayo de 1995       | PS                                              | 1981                                |
| 21.º | 1988            |        | François Mitterrand (1916-1996)               | 21 de mayo de 1981       | 17 de mayo de 1995       | PS                                              |                                     |
| 22.º |                 |        | Jacques Chirac (1932-2019)                    | 17 de mayo de 1995       | 16 de mayo de 2007       | RPR (1995-2002)                                 | 1995                                |
| 22.º | UMP (2002-2007) | 2002   | Jacques Chirac (1932-2019)                    | 17 de mayo de 1995       | 16 de mayo de 2007       |                                                 |                                     |
| 23.º |                 |        | Nicolas Sarkozy (n. 1955)                     | 16 de mayo de 2007       | 15 de mayo de 2012       | UMP                                             | 2007                                |
| 24.º |                 |        | François Hollande (n. 1954)                   | 15 de mayo de 2012       | 14 de mayo de 2017       | PS                                              | 2012                                |
| 25.º |                 |        | Emmanuel Macron (n. 1977)                     | 14 de mayo de 2017       | En el cargo              | LREM                                            | 2017                                |
| 25.º | 2022            |        | Emmanuel Macron (n. 1977)                     | 14 de mayo de 2017       | En el cargo              | LREM                                            |                                     |

## Expresidentes de Francia vivos

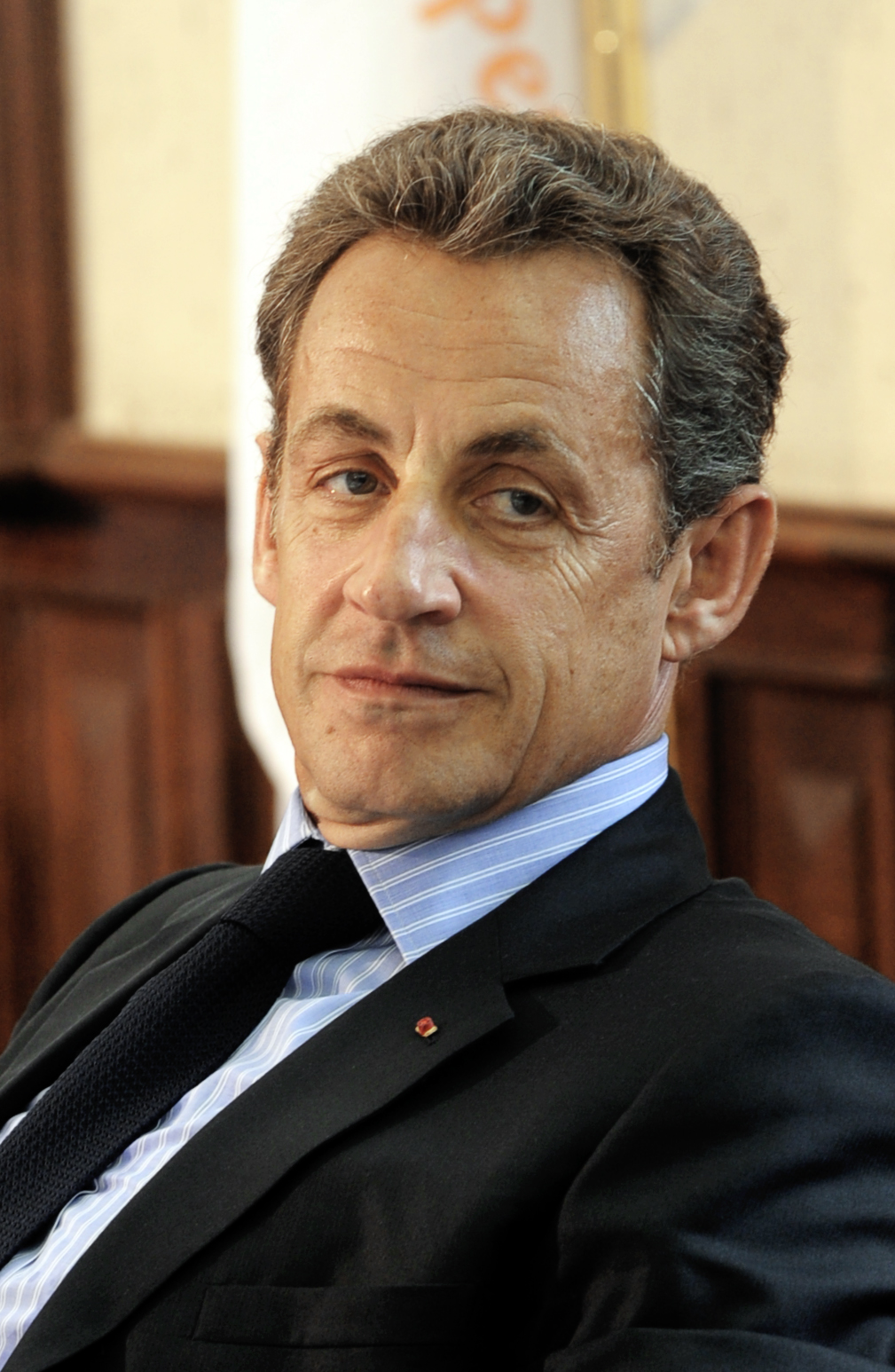
Nicolas Sarkozy (2007-2012) (70 años)
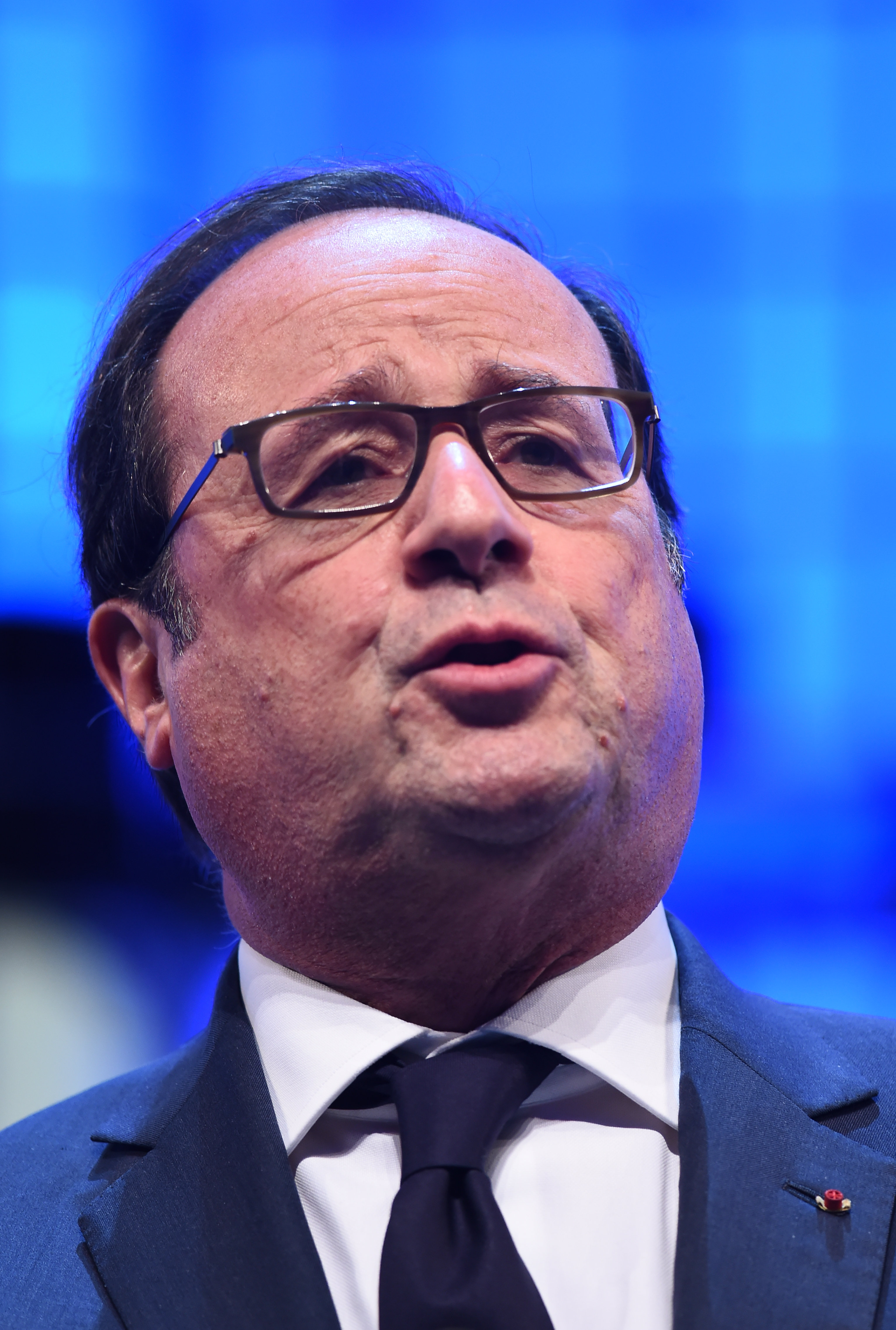
François Hollande (2012-2017) (70 años)